# Коефіцієнт пропускання

Приклад спектра пропускання рубінового монокристала товщиною 1 см у видимій і ближній інфрачервоної частинах спектра. На малюнку видно смуги поглинання в синій і зеленій частинах спектра і вузька лінія поглинання на довжині хвилі 694 нм — довжині хвилі випромінювання рубінового лазера.

Коефіцієнт пропускання — безрозмірнісна фізична величина, що дорівнює відношенню потоку випромінювання {\displaystyle \Phi }, котрий пройшов через середовище, до потоку випромінювання {\displaystyle \Phi _{0}}, що впав на його поверхню:
{\displaystyle T={\frac {\Phi }{\Phi _{0}}}.}
В загальному випадку значення коефіцієнта пропускання {\displaystyle T} тіла залежить як від властивостей самого тіла, так і від кута падіння, спектрального складу і поляризації випромінювання.
Чисельно коефіцієнт пропускання виражають у частках або у відсотках.
Коефіцієнт пропускання неактивних середовищ завжди менший від 1. В активних середовищах коефіцієнт пропускання більший або дорівнює 1, під час проходження випромінювання через такі середовища відбувається його посилення. Активні середовища використовуються як робочі середовища лазерів.
Коефіцієнт пропускання пов'язаний з оптичною густиною {\displaystyle D} співвідношенням:
{\displaystyle T=10^{-D}.}
Сума коефіцієнта пропускання і коефіцієнтів відбиття, поглинання і розсіювання дорівнює одиниці. Це твердження випливає з закону збереження енергії.

## Похідні, пов'язані і споріднені поняття
Разом з поняттям «коефіцієнт пропускання» широко використовуються й інші створені на його основі поняття. Частина з них розглянуто нижче.

### Коефіцієнт спрямованого пропусканняTr{\displaystyle T_{r}}
Коефіцієнт спрямованого пропускання дорівнює відношенню потоку випромінювання, що пройшов крізь середовище, не зазнавши розсіювання, до потоку випромінювання, що падає.

### Коефіцієнт дифузного пропусканняTd{\displaystyle T_{d}}
Коефіцієнт дифузного пропускання дорівнює відношенню потоку випромінювання, що пройшов крізь середовище і розсіяний ним, до потоку випромінювання, що падає.
За відсутності поглинання і відбиттів виконується співвідношення:
{\displaystyle T=T_{r}+T_{d}.}

### Спектральний коефіцієнт пропусканняTλ{\displaystyle T_{\lambda }}
Коефіцієнт пропускання монохроматичного випромінювання називають спектральним коефіцієнтом пропускання. Вираз для нього має вигляд:
{\displaystyle T_{\lambda }={\frac {\Phi _{\lambda }}{\Phi _{\lambda 0}}},}
де {\displaystyle \Phi _{\lambda 0}} і {\displaystyle \Phi _{\lambda }} — потоки монохроматичного випромінювання, що падає на середовище, і що пройшов через нього відповідно.

### Коефіцієнт внутрішнього пропусканняTi{\displaystyle T_{i}}
Коефіцієнт внутрішнього пропускання відображає тільки ті зміни інтенсивності випромінювання, які відбуваються всередині середовища, тобто втрати через відбиття на вхідний і вихідний поверхнях середовища він не враховує.
Таким чином, за визначенням:
{\displaystyle T_{i}={\frac {\Phi _{out}}{\Phi _{in}}},}
де {\displaystyle \Phi _{in}} — потік випромінювання, який перебуває в середовищі, а {\displaystyle \Phi _{out}} — потік випромінювання, який дійшов до вихідної поверхні.
З урахуванням відбиття випромінювання на вхідній поверхні співвідношення між потоком випромінювання {\displaystyle \Phi _{in}}, який перебуває в середовищі, і потоком випромінювання {\displaystyle \Phi _{0}}, що падає на вхідну поверхню, має вигляд:
{\displaystyle \Phi _{in}=(1-R_{in})\Phi _{0},}
де {\displaystyle R_{in}} — коефіцієнт відбиття від вхідної поверхні.
На вихідний поверхні також відбувається відбивання, тому потік випромінювання {\displaystyle \Phi _{out}}, що падає на цю поверхню, і потік {\displaystyle \Phi }, що виходить з середовища, пов'язані співвідношенням:
{\displaystyle \Phi =(1-R_{out})\Phi _{out},}
де {\displaystyle R_{out}} — коефіцієнт відбиття від вихідної поверхні. Відповідно, виконується:
{\displaystyle \Phi _{out}={\frac {\Phi }{(1-R_{out})}}.}
Як наслідок, для зв'язку {\displaystyle T_{i}} і {\displaystyle T} виходить:
{\displaystyle T_{i}={\frac {T}{(1-R_{in})(1-R_{out})}}.}
Коефіцієнт внутрішнього пропускання зазвичай використовується не під час опису властивостей тіл, як таких, а як характеристика матеріалів, переважно оптичних.

### Спектральний коефіцієнт внутрішнього пропусканняTi,λ{\displaystyle T_{i,\lambda }}
Спектральний коефіцієнт внутрішнього пропускання — це коефіцієнт внутрішнього пропускання для монохроматичного світла.

### Інтегральний коефіцієнт внутрішнього пропусканняTA{\displaystyle T_{A}}
Інтегральний коефіцієнт внутрішнього пропускання {\displaystyle T_{A}} для білого світла стандартного джерела A (з корелятивною колірною температурою випромінювання T = 2856 K) розраховується за формулою:
{\displaystyle T_{A}={\frac {\int \limits _{380}^{760}\Phi _{in,\lambda }(\lambda )V(\lambda )T_{i,\lambda }(\lambda )d\lambda }{\int \limits _{380}^{760}\Phi _{in,\lambda }(\lambda )V(\lambda )d\lambda }},}
або отриманої з неї:
{\displaystyle T_{A}={\frac {\int \limits _{380}^{760}\Phi _{out,\lambda }(\lambda )V(\lambda )d\lambda }{\int \limits _{380}^{760}\Phi _{in,\lambda }(\lambda )V(\lambda )d\lambda }},}
де {\displaystyle \Phi _{in,\lambda }(\lambda )} — спектральна густина потоку випромінювання, який увійшов у середовище, {\displaystyle \Phi _{out,\lambda }(\lambda )} — спектральна густина потоку випромінювання, який дійшов до вихідної поверхні, а {\displaystyle V(\lambda )} — відносна спектральна світлова ефективність монохроматичного випромінення для денного зору.
Подібним чином визначаються інтегральні коефіцієнти пропускання і для інших джерел світла.
Інтегральний коефіцієнт внутрішнього пропускання характеризує здатність матеріалу пропускати світло, що сприймається людським оком, і тому є важливою характеристикою оптичних матеріалів.

### Спектр пропускання
Спектр пропускання — це залежність коефіцієнта пропускання від довжини хвилі або частоти (хвильового числа, енергії кванта тощо) випромінювання. Стосовно світла такі спектри називають також спектрами світлопропускання.
Спектри пропускання є первинним експериментальним матеріалом, одержуваним під час досліджень, виконуваних методами абсорбційної спектроскопії. Такі спектри становлять і самостійний інтерес, наприклад, як одна з основних характеристик оптичних матеріалів.